# Saxifraga kwangsiensis
Saxifraga kwangsiensis là một loài thực vật có hoa trong họ Saxifragaceae. Loài này được Chun & F.C. How ex C.Z. Gao & G.Z. Li miêu tả khoa học đầu tiên năm 1983.